# Karel Plischke
Karel Plischke (23. listopadu 1862 Brandýs nad Labem – 20. února 1899 Praha) byl český etnograf.

## Život
Chodil na gymnázium v Chrudimi a Plzni. V letech 1881 – 84 vystudoval přírodopis a zeměpis na pražské univerzitě a o rok později získal titul doktora filozofie. Ve studiu pak pokračoval v Německu (Gotha a Štrasburk). Tam se v něm probudil zájem o národopis. Jeho studium spojoval s výzkumem přírody.
Pracoval v národopisných muzeích v Nizozemí (Leiden, Amsterdam), v Britském muzeu a dvorním přírodovědeckém muzeu ve Vídni. Soustředil se na Malajce a obyvatele Zadní Indie. Na plánovanou cestu na Moluky, kde by se setkal s obyvateli přímo, ale nezískal peníze. Vrátil se proto do Prahy a pokračoval ve shromažďování materiálu k dalším studiím – o Nigritech, Adamancích a Osetincích. Zveřejňoval články v periodikách Internationales Archiv für Ethnografie, Zeměpisný sborník, Athenaeum, Světozor a Zlatá Praha. Přispíval i do Ottova slovníku naučného. Roku 1890 se zasazoval o zřízení národopisného muzea, o pět let později se podílel na organizaci Národopisné výstavy jako člen výkonného výboru, propagátor a sběratel. V roce 1896 se stal profesorem Českoslovanské obchodní akademie. Zemřel na vleklé onemocnění plic. V jeho pozůstalosti zbylo množství rozpracovaných studií, které nedokončil, protože v pražské knihovně nenašel potřebné zdroje a na cestu do zahraničí neměl peníze.